# جک این د باکس
جک این د باکس (به انگلیسی: Jack in the Box) یک رستوران فست‌فود زنجیره‌ای در ایالات متحده است که در سال ۱۹۵۱ در سن دیگو تأسیس شد. این رستوران ۲،۲۰۰ شعبه در ۱۹ ایالت آمریکا دارد.

## شعبه‌ها
ایالت‌هایی که جک این د باکس در آن‌ها شعبه دارد:
- آریزونا
- کالیفرنیا
- کلرادو
- هاوائی
- آیداهو
- ایلی‌نوی
- کانزاس
- لوئیزیانا
- میزوری
- نوادا
- نیومکزیکو
- کارولینای شمالی
- اکلاهما
- اورگن
- کارولینای جنوبی
- تنسی
- تگزاس
- یوتا
- واشینگتن